# Dobra (Kupa)
Die Dobra ist ein Fluss in Mittelkroatien. Sie entspringt nahe dem Ort Gornja Dobra im Gebiet des Gorski Kotar. Direkt am Frankopan-Kastell von Ogulin verschwindet die Dobra in der ungefähr 16 Meter hohen Schwinde Ðulin ponor, durchfließt dann das Medvedica-Höhlensystem, tritt als Karstquelle wieder an die Erdoberfläche und mündet nach insgesamt 124 Kilometern nahe Karlovac in die Kupa.
Die Dobra fließt größtenteils durch ein Karstgebiet. Eine sehr bedeutende Karsterscheinung Kroatiens sind die nicht weit entfernten Plitvicer Seen. Bei Hochwasser, oder wenn es in den unterirdischen Wasserwegen zu Verstopfungen kommt, kann sich das Karstwasser bis zum oberen Rand des Höhleneingangs von Ogulin stauen. Typisch für die Dobra wie auch für andere Karstflüsse ist ihr klares, smaragdgrün schimmerndes Wasser. Im Sommer beträgt die Höchsttemperatur der Dobra an manchen Stellen über 24 °C.